# Sinoxylon atratum
Sinoxylon atratum es una especie de escarabajo del género Sinoxylon, familia Bostrichidae. Fue descrita científicamente por Lesne en 1897.
Se distribuye por la India y China. Mide 3,4-4,5 milímetros de longitud.